# 2025년 NBA 파이널
2025년 NBA 파이널(2025 NBA Finals)은 전미 농구 협회 (NBA)의 2024–25 시즌 챔피언십 시리즈이자 시즌 플레이오프의 결승전이었다. 7전 4승제 시리즈는 서부 콘퍼런스 챔피언 오클라호마시티 선더가 동부 콘퍼런스 챔피언 인디애나 페이서스를 7경기 만에 물리치고 끝이 났다. 선더의 셰이 길저스알렉산더는 NBA 파이널 최우수 선수상 (MVP)으로 선정되었다. 이 시리즈는 2016년 이후 처음으로 6월 5일부터 6월 22일까지 NBA 파이널 7차전으로 시작되었다.
리그 최고 기록인 68승 14패를 기록한 선더는 파이널에서 홈 코트 어드밴티지를 가졌다. 그들은 50승을 거둔 페이서스에 비해 압도적인 우승 후보로 시리즈에 참가했으며, 페이서스는 이번 포스트시즌에서 밀워키 벅스와의 1라운드 대결을 제외하고 모든 라운드에서 베팅 언더독이었다. 페이서스는 포스트시즌에서 5번의 15점차 역전승으로 NBA 포스트시즌 기록을 세웠다. 그중 한 번은 파이널 1차전에서 타이리스 핼리버턴이 게임 승리를 결정짓는 2점 점프 슛을 성공시켰을 때였다. 두 팀은 결정적인 7차전까지 거의 대등하게 맞섰으며, 핼리버턴은 1쿼터에 오른쪽 아킬레스건을 찢어버렸다. 선더의 승리로 그들의 프랜차이즈 역사상 1979년 시애틀 슈퍼소닉스 시절 이후 두 번째 우승을 확보했으며, 2008년 오클라호마시티로 이전한 이후로는 첫 우승이었다.
2025년 파이널은 NBA 역사상 가장 긴 기간인 7년 만에 7번째로 새로운 NBA 챔피언을 탄생시켰으며, 이는 뉴욕 닉스가 2라운드에서 전년도 NBA 챔피언인 보스턴 셀틱스를 탈락시킨 후 확실해진 결과였다. 2025년 파이널은 또한 2006년 이후 양 도시가 첫 NBA 챔피언십을 노리는 첫 파이널이기도 했다.

## 배경

### 일반
이것은 오클라호마시티와 인디애나 간의 첫 플레이오프 대결이었다. 오클라호마시티는 인디애나와의 정규 시즌 두 경기에서 모두 승리했다. 선더는 2024년 3월 12일 페이서스에게 패한 이후 동부 콘퍼런스 팀에게 홈 경기에서 패한 적이 없었다. 두 팀 모두 2시즌 전 플레이오프 진출에 실패한 뒤 파이널에 진출했다.
이것은 총 시장 규모 면에서 가장 작은 NBA 파이널이었으며, 이전 최저 기록은 클리블랜드와 샌안토니오의 2007년에 속했다. 총 TV 시장 규모는 2백만 가구 미만으로, 인디애나폴리스는 리그 전체 28개 시장 중 22위, 오클라호마시티는 26위이다. 2025년 NBA 파이널은 또한 또 다른 기록을 세웠다. 샐러리 캡 시대가 시작된 2002년 이후 럭셔리 텍스 팀이 없는 첫 파이널이었다.
우연히도 두 팀 모두 전 스타 플레이어 폴 조지를 트레이드하여 현재 최고의 선수인 셰이 길저스알렉산더와 타이리스 핼리버턴을 각각 선더와 페이서스로 영입했다. 2017년 자유계약선수 시장 개장 전, 페이서스는 조지를 빅터 올라디포와 도만타스 사보니스를 대가로 선더로 트레이드했다. 사보니스는 다른 선수들과 함께 2022년 트레이드 마감일 전에 핼리버턴과 다른 선수들을 대가로 새크라멘토 킹스로 이적했다. 오클라호마시티의 경우 조지는 팀의 스타 선수로 활약했으며, 2018–19 시즌 NBA 최우수 선수상 (MVP) 및 올해의 수비수 투표에서 3위를 차지했다. 그러나 그는 팀에서 두 시즌 모두 1라운드에서 탈락했다. 2019년 7월 10일, 선더는 조지를 로스앤젤레스 클리퍼스로 트레이드하고 길저스알렉산더, 다닐로 갈리나리, 5장의 1라운드 드래프트 픽, 그리고 2장의 1라운드 픽 교환 권리 (이 중 하나는 제일런 윌리엄스를 선택하는 데 사용됨)를 받았다.
선더는 과거 20년 동안 두 번째로 큰 베팅 우승 후보로 NBA 파이널에 진출했으며, 2005년 이후로 2018년 골든스테이트 워리어스만이 파이널 전 배당률이 더 낮았다. 두 팀 간의 승수 차이 18경기는 1981년 파이널에서 62승의 셀틱스와 40승의 로키츠 간의 대결 이후 NBA 파이널 참가팀 중 가장 큰 차이였다.

### 인디애나 페이서스

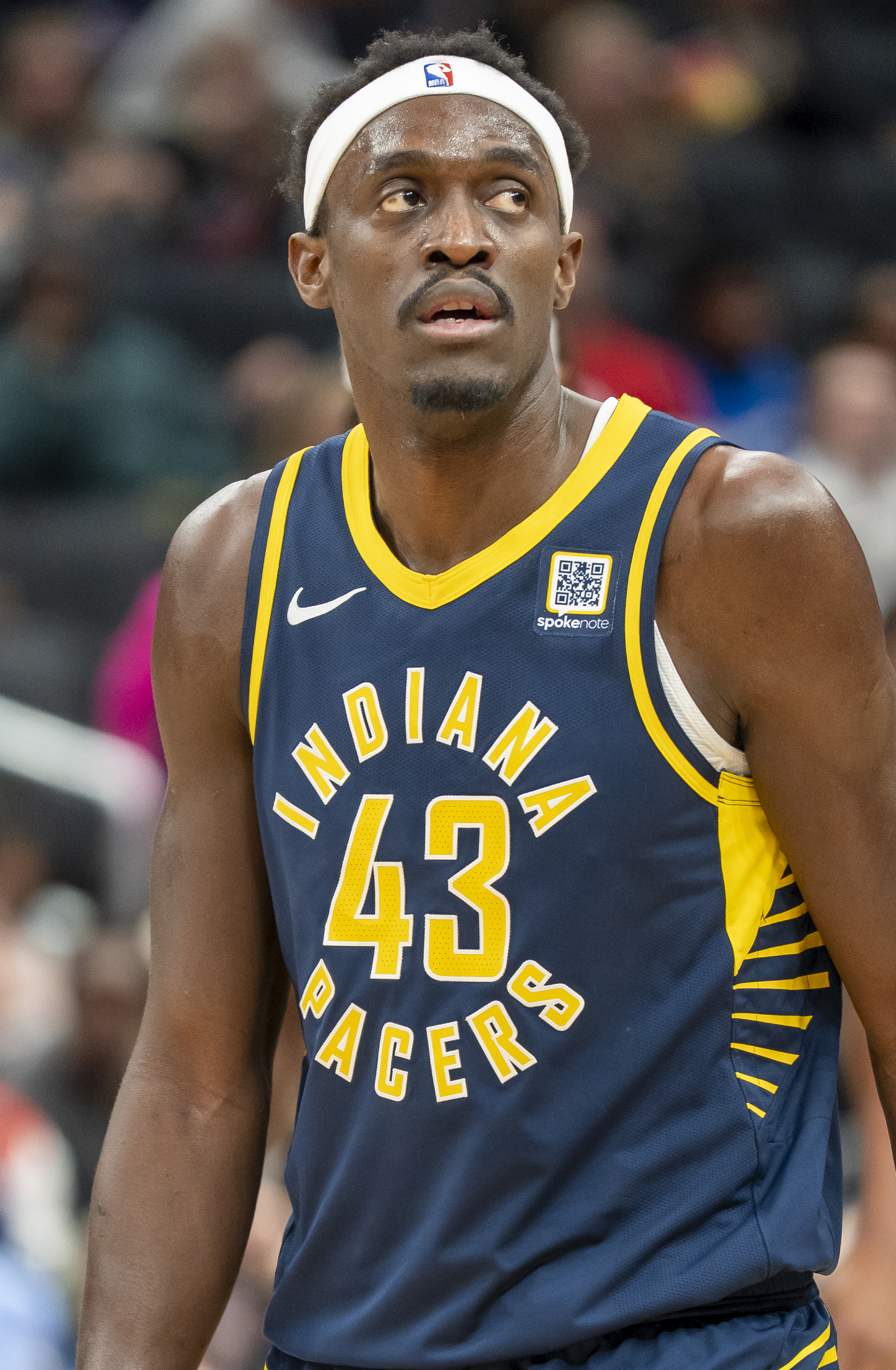
파스칼 시아캄은 2019년 토론토 랩터스의 멤버로 챔피언십에서 우승한 후 두 번째 NBA 파이널에 출전했다.

시즌 대부분 동안 인디애나는 5할 승률 또는 그 이하였고, 12월 8일 샬럿에게 홈에서 패하여 10승 15패를 기록하며 최저점을 찍었다. 팀의 초반 부진의 핵심은 스타 포인트 가드 타이리스 핼리버턴이었는데, 그는 개인적인 어려움을 겪고 있다고 공개적으로 밝혔다. 그들은 1월에 10승 2패를 기록했고, 올스타전 휴식 후에는 20승 9패를 기록하며 상승세를 탔다. 전환기 동안 핼리버턴은 리듬을 찾고 수치가 크게 향상되었다. 팀은 건강해졌고 (주전 핼리버턴, 앤드류 넴하드, 애런 네이스미스는 모두 연초에 고질적인 부상을 겪었다). 12월 초 이후 수비 효율성에서 9위를 기록하며 수비가 극적으로 개선되었다. 꾸준한 베테랑 포워드 파스칼 시아캄은 세 번째 올스타전 출전을 기록했으며, 핼리버턴은 두 번째 연속 올-NBA 서드 팀에 선정되었다. 페이서스의 공격 효율성은 클리블랜드에 이어 리그 2위를 기록했으며, 팀 전체의 어시스트 비율과 트루 슈팅 비율에서 리그 선두를 달렸다. 팀의 또 다른 특징은 깊이였다. 정규 시즌 동안 페이서스 선수 중 누구도 경기당 평균 33.6분 이상을 뛰지 않았다.
팀은 50승 32패의 기록으로 마쳤으며, 이는 2014년 이후 인디애나의 첫 50승 시즌을 기록했고, 동부 콘퍼런스 플레이오프에서 4번 시드를 얻었다. 1라운드에서 페이서스는 밀워키 벅스와 맞붙었는데, 이는 전년도 플레이오프의 재대결이었다. 그들은 5차전에서 연장전 40초를 남기고 7점차 역전극을 펼치며 시리즈를 5경기 만에 승리했다. 이어서 동부 콘퍼런스 준결승에서 64승을 거둔 톱 시드 클리블랜드 캐벌리어스를 5경기 만에 물리쳤다. 이 경기에서도 핼리버턴이 46초를 남기고 7점차로 뒤진 상황에서 게임 위닝 3점을 성공시키며 예상치 못한 역전승을 거두었다. 페이서스의 세 번째 믿기 힘든 역전극은 뉴욕 닉스와의 동부 콘퍼런스 파이널 1차전에서 일어났다. 2분 45초를 남기고 14점차로 뒤진 상황에서 페이서스는 연장전 끝에 승리했다. 인디애나는 플레이 바이 플레이 시대 (1996–97 NBA 시즌–현재)에서 경기 종료 2분 45초를 남기고 14점 이상 뒤진 상황에서 승리한 첫 번째 팀이었다. 두 번째 연속 콘퍼런스 파이널에서 그들은 닉스를 6경기 만에 제압했다. 10승 15패로 시작한 이후, 인디애나는 52승 21패 (정규 시즌 및 플레이오프 포함)를 기록했다.
페이서스는 두 번째 NBA 파이널 진출이다. 그들의 유일한 이전 출전은 2000년이었는데, 당시 로스앤젤레스 레이커스에게 6경기 만에 패했다. 페이서스는 3번의 ABA 챔피언십에서 우승했지만, NBA는 ABA 통계를 공식 기록이나 역사에 포함시키지 않는다. 당시 1999–2000년 파이널 팀에서 래리 버드 감독의 수석 코치였던 페이서스 감독 릭 칼라일은 감독으로서 두 번째 챔피언십 (총 세 번째)을 노리고 있다. 칼라일은 이전에 1986년 셀틱스 선수로, 그리고 2011년 매버릭스 감독으로 우승 반지를 획득했다. 파스칼 시아캄은 2019년 토론토 랩터스에서 우승한 후 두 번째로 NBA 파이널에 복귀한다. NBA 파이널 경험이 있는 다른 선수로는 애런 네이스미스와 12월에 트레이드된 토마스 브라이언트가 있다. 네이스미스는 2022년 셀틱스에서 작은 역할을 했고, 브라이언트는 2023년 너기츠에서 우승했다. NBA 파이널 우승으로 페이서스는 6번 시드로 우승했던 1995년 로키츠 이후 가장 낮은 시드의 팀으로 우승을 차지할 수 있다.

### 오클라호마시티 선더

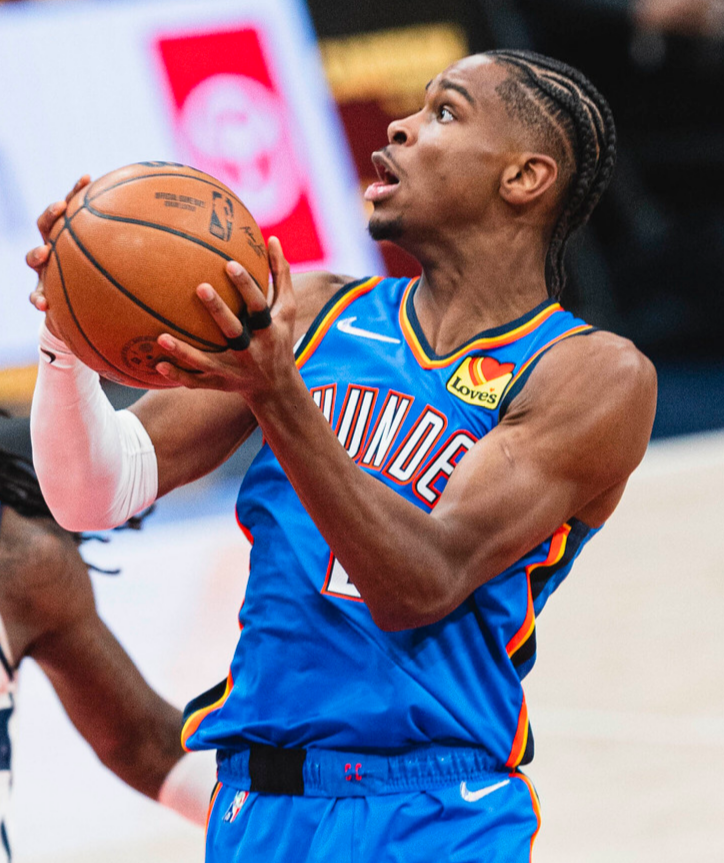
셰이 길저스알렉산더는 2014–15 시즌 스테픈 커리 이후 정규 시즌 MVP와 NBA 파이널 우승을 같은 시즌에 차지한 첫 선수가 되었다.

2024–25 시즌에 오클라호마시티는 프랜차이즈 역사상 최고의 시즌을 보냈으며, 68승 14패를 기록하여 2년 연속 서부 콘퍼런스 톱 시드를 확보했다. 그들은 압도적인 방식으로 이를 해냈는데, 정규 시즌 동안 경기당 평균 12.9점의 득실차를 기록했으며, 이는 1971–72 로스앤젤레스 레이커스가 기록했던 이전 기록인 12.3점보다 0.5점 이상 높았다. 그들은 정규 시즌 MVP인 셰이 길저스알렉산더가 이끌었는데, 그는 경기당 32.7점으로 리그를 이끌었고 6.4개의 어시스트와 5개의 리바운드를 기록했다. 3년차 선수 제일런 윌리엄스는 지난 시즌보다 모든 주요 통계 부문에서 향상되었고, 처음으로 올스타에 선정되었으며, 올-NBA 서드 팀에 선정되면서 리그 최고의 포워드 중 한 명으로 계속해서 성장했다. 지난 플레이오프 댈러스 매버릭스에게 서부 콘퍼런스 준결승에서 패한 후, 팀은 베테랑 선수 아이제아 하텐슈타인 (자유계약선수)과 알렉스 카루소 (트레이드)를 영입하여 깊이를 더했다. 길저스알렉산더, 윌리엄스, 하텐슈타인, 카루소, 2년차 센터 쳇 홈그렌, 그리고 가드 루겐츠 도트는 오클라호마시티가 대부분의 수비 부문에서 리그 선두를 차지하는 강력한 수비 유닛을 형성했다. 도트는 올-디펜스 퍼스트 팀에 선정되었고, 윌리엄스는 올-디펜스 세컨드 팀에 선정되었다. 로스터를 완성한 것은 슈터 애런 위긴스와 아이제아 조, 또 다른 뛰어난 수비수이자 2년차 가드 케이슨 월리스, 그리고 홈그렌이 두 달간 엉덩이 부상으로 빠져 있을 때 대체 역할을 했던 리저브 빅맨 제일린 윌리엄스였다. 이 로스터를 구성한 선더의 총괄 부사장 겸 단장인 샘 프레스티는 2024–25 시즌 NBA 올해의 임원상을 수상했다. 지난 시즌 올해의 감독으로 선정된 마크 데이그놀트 감독은 이번 시즌에 4위를 차지했다. 오클라호마시티는 서부 콘퍼런스 2위 팀인 휴스턴 로키츠보다 16경기 더 좋은 성적을 거두었다.
플레이오프에서 선더는 멤피스 그리즐리스를 1라운드에서 4경기 스윕으로 제압했다. 2라운드에서는 베테랑 덴버 너기츠를 7경기 만에 물리쳤는데, 결정적인 7차전에서는 홈에서 압도적인 승리를 거두었다. 그들은 서부 콘퍼런스 파이널에서 미네소타 팀버울브스를 5경기 만에 쉽게 물리쳤다. 그들의 승리는 51점, 19점, 43점, 7점, 32점, 26점, 15점, 30점 차이로 나왔으며, 유일한 패배는 2라운드 너기츠와의 1차전에서 애런 고든의 게임 위닝 3점슛에 의한 것이었다.
이것은 오클라호마시티의 2012년 이후 첫 NBA 파이널 진출이었다. 당시 그들은 5경기 만에 마이애미 히트에게 패했다. 그들의 유일한 우승은 1979년 시애틀 슈퍼소닉스로 알려졌을 때였다. 알렉스 카루소를 제외하고는 로스터의 모든 선수와 코치에게 첫 파이널 출전이었다. 카루소는 로스앤젤레스 레이커스에서 챔피언십에서 우승했다. 선더는 1976–1977년 포틀랜드 트레일블레이저스 이후 NBA 파이널에 진출한 가장 어린 팀이다.

### 파이널로 가는 길
| 인디애나 페이서스 (동부 콘퍼런스 챔피언)        |                 |                 | 오클라호마시티 선더 (서부 콘퍼런스 챔피언)    |
| ----------------------------------------------- | --------------- | --------------- | --------------------------------------------- |
| 5번 시드 밀워키 벅스를 4–1로 물리쳤다           | 1라운드         | 1라운드         | 8번 시드 멤피스 그리즐리스를 4–0으로 물리쳤다 |
| 1번 시드 클리블랜드 캐벌리어스를 4–1로 물리쳤다 | 콘퍼런스 준결승 | 콘퍼런스 준결승 | 4번 시드 덴버 너기츠를 4–3으로 물리쳤다       |
| 3번 시드 뉴욕 닉스를 4–2로 물리쳤다             | 콘퍼런스 파이널 | 콘퍼런스 파이널 | 6번 시드 미네소타 팀버울브스를 4–1로 물리쳤다 |

### 정규 시즌 시리즈
선더가 정규 시즌 시리즈에서 2–0으로 승리했다.
| 2024년 12월 26일 |

| 요약 |

| 오클라호마시티 선더 120, 인디애나 페이서스 114 |

| 2025년 3월 29일 |

| 요약 |

| 인디애나 페이서스 111, 오클라호마시티 선더 132 |

## 시리즈 요약
| 경기  | 날짜     | 원정 팀             | 결과          | 홈 팀               |
| ----- | -------- | ------------------- | ------------- | ------------------- |
| 1차전 | 6월 5일  | 인디애나 페이서스   | 111–110 (1–0) | 오클라호마시티 선더 |
| 2차전 | 6월 8일  | 인디애나 페이서스   | 107–123 (1–1) | 오클라호마시티 선더 |
| 3차전 | 6월 11일 | 오클라호마시티 선더 | 107–116 (1–2) | 인디애나 페이서스   |
| 4차전 | 6월 13일 | 오클라호마시티 선더 | 111–104 (2–2) | 인디애나 페이서스   |
| 5차전 | 6월 16일 | 인디애나 페이서스   | 109–120 (2–3) | 오클라호마시티 선더 |
| 6차전 | 6월 19일 | 오클라호마시티 선더 | 91–108 (3–3)  | 인디애나 페이서스   |
| 7차전 | 6월 22일 | 인디애나 페이서스   | 91–103 (3–4)  | 오클라호마시티 선더 |

## 경기 요약
참고: 시간은 NBA에 의해 EDT (UTC−4)로 표시된다. 오클라호마시티 경기의 현지 시간도 주어진다 (CDT, UTC−5).

### 1차전
| 6월 5일 오후 8:30 (오후 7:30 CDT) |

| 요약 |

| 인디애나 페이서스 111, 오클라호마시티 선더 110                                    |  |  |  |                                                                                      |
| 쿼터 별 점수: 20–29, 25–28, 31–28, 35–25                                          |  |  |  |                                                                                      |
| 득점: 파스칼 시아캄 19 리바운드: 애런 네이스미스 12 도움: 핼리버턴, 넴하드 각각 6 |  |  |  | 득점: 셰이 길저스알렉산더 38 리바운드: 아이제아 하텐슈타인 9 도움: 제일런 윌리엄스 6 |
| 인디애나 시리즈 1–0 리드                                                          |  |  |  |                                                                                      |

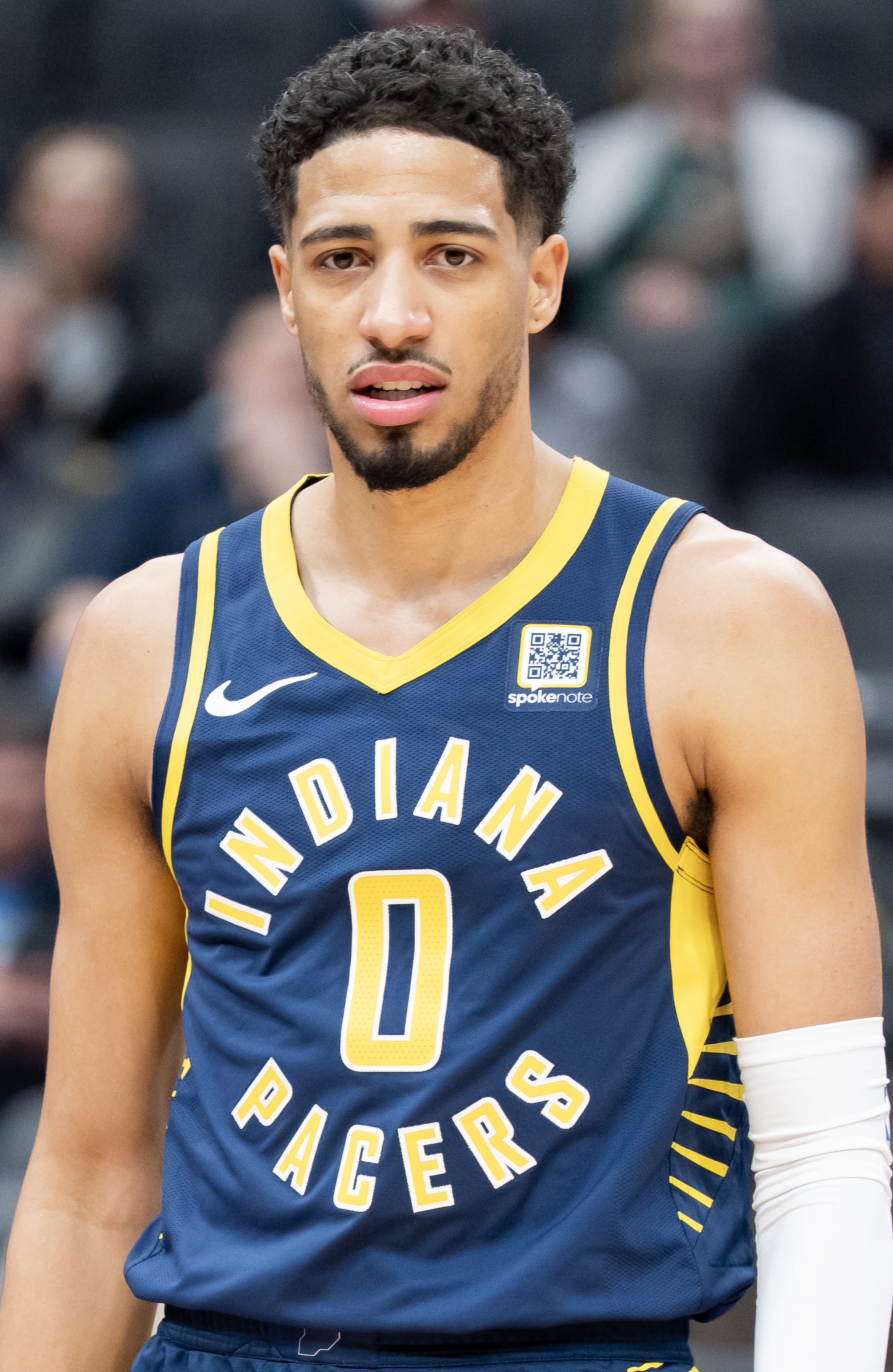
타이리스 핼리버턴의 경기 종료 0.3초를 남기고 던진 점프슛이 인디애나의 승리를 이끌었다.

선더는 초반부터 리드를 잡고 전반에 인디애나의 턴오버를 19개나 유도하며 57-45로 전반을 마쳤다. 4쿼터에 페이서스는 9분 42초를 남기고 15점 차이의 초반 격차를 2분 이내에 한 점차 경기로 줄였다. 릭 칼라일 감독이 파스칼 시아캄의 아웃 오브 바운드 콜에 대해 요청한 감독 챌린지가 22초를 남기고 실패로 판명된 후, 선더는 110-109로 앞서고 있었지만, 셰이 길저스알렉산더의 미들레인지 점프슛이 빗나가면서 인디애나가 공을 소유하게 되었다. 칼라일은 타임아웃을 부르지 않고 선더에게 수비 정비 기회를 주지 않았고, 페이서스가 트랜지션 공격을 할 수 있도록 허용했다. 이미 밀워키, 클리블랜드, 뉴욕과의 이번 포스트시즌에서 클러치 샷을 성공시킨 타이리스 핼리버턴은 케이슨 월리스 위로 21피트 풀업 점프슛을 성공시켜 경기 종료 0.3초를 남기고 인디애나가 111-110으로 앞서게 만들었고, 이는 경기 전체에서 그들의 첫 리드였다. 0.3초를 남기고 선더의 마지막 로브 시도는 실패로 돌아갔고, 페이서스는 또 한 번 믿기 힘든 역전승을 거두었다.
길저스알렉산더는 38득점으로 모든 득점자 중 1위를 차지했으며, 이는 앨런 아이버슨과 조지 마이컨에 이어 파이널 데뷔전에서 세 번째로 많은 득점 기록이었다. 제일런 윌리엄스와 루겐츠 도트는 선더를 위해 합쳐서 32득점을 기록했고, 쳇 홈그렌은 9개의 야투 중 2개만 성공하며 6득점에 그쳐 고전했다. 시아캄은 19득점 10리바운드로 페이서스의 득점을 이끌었다. 인디애나의 선발 5명 모두 두 자릿수 득점을 기록했으며, 애런 네이스미스와 핼리버턴은 더블-더블을 기록했고, 오비 토핀은 벤치에서 나와 17득점을 추가하며 생산적인 밤을 보냈다. 이것은 선더의 이번 플레이오프 전체에서 두 번째 홈 패배였으며, 마지막 패배는 덴버 너기츠와의 컨퍼런스 준결승 1차전에서 121-119로 패한 것이었다. ESPN 분석에 따르면, 선더는 2분 52초를 남기고 9점 리드 상황에서 96.4%의 승리 확률을 가지고 있었다. 이 경기는 페이서스가 이번 포스트시즌에서 상대 팀이 3분 이내에 95% 이상의 승리 확률을 가지고 있었음에도 불구하고 4번째 역전승을 거둔 경기였으며, 각 경기에는 핼리버턴의 동점 또는 역전 득점이 포함되었다.
핼리버턴의 경기 종료 0.3초를 남기고 던진 역전 슛은 마이클 조던이 1997년 파이널 1차전에서 버저비터 슛을 던진 이후 NBA 파이널 경기에서 가장 늦은 게임 위너였다. 1차전에서 페이서스는 1999년 스퍼스의 서부 콘퍼런스 파이널 2차전과 2002년 레이커스의 서부 콘퍼런스 파이널 4차전과 마찬가지로 20초 이하로만 앞섰음에도 불구하고 플레이오프 경기에서 승리한 팀이 되었다. 인디애나는 또한 1992년 시카고 불스의 6차전과 2011년 댈러스 매버릭스의 2차전 (후자 또한 칼라일 감독이 지휘)과 함께 NBA 파이널 4쿼터 최대 역전승 기록을 세웠다. 오클라호마시티의 경우, 이것은 2024년 3월 12일 이후 동부 콘퍼런스 팀에게 홈에서 패한 첫 경기였다. 공교롭게도 그 당시에도 페이서스에게 패했었다. 경기 후 선더의 스타 셰이 길저스알렉산더는 "48분 경기이고, 그들(페이서스)은 리그의 어떤 팀보다도 힘들게 그 교훈을 가르쳐준다"고 말했다.

### 2차전
| 6월 8일 오후 8:00 (오후 7:00 CDT) |

| 요약 |

| 인디애나 페이서스 107, 오클라호마시티 선더 123                                     |  |  |  |                                                                                          |
| 쿼터 별 점수: 20–26, 21–33, 33–34, 33–30                                           |  |  |  |                                                                                          |
| 득점: 타이리스 핼리버턴 17 리바운드: 파스칼 시아캄 7 도움: 핼리버턴, 맥코넬 각각 6 |  |  |  | 득점: 셰이 길저스알렉산더 34 리바운드: 아이제아 하텐슈타인 8 도움: 셰이 길저스알렉산더 8 |
| 시리즈 1–1 동점                                                                    |  |  |  |                                                                                          |

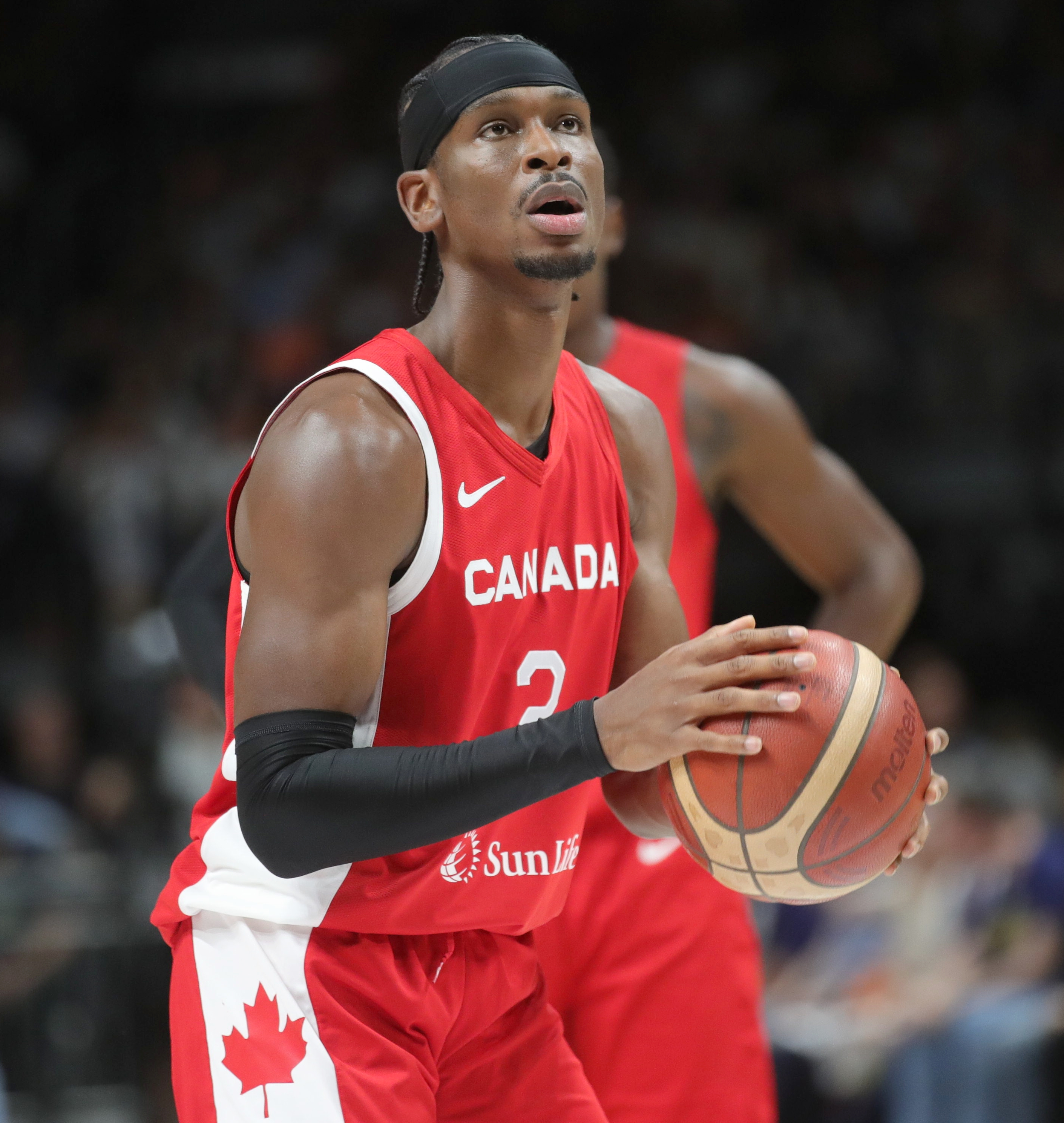
2차전 승리에서 셰이 길저스알렉산더는 정규 시즌과 플레이오프에서 총 3,000점을 기록한 12번째 선수가 되었다.

선더는 1차전 패배에서 회복하여 페이서스를 123-107로 물리치고 시리즈를 1-1 동점으로 만들었으며, 이는 2012년 우승팀 마이애미 히트와의 1차전 승리 이후 첫 파이널 승리였다. 선더는 1쿼터에서 페이서스를 6점 차이로 앞서며 시작했다. 2쿼터에서는 선더가 19-2 런을 활용하여 23점 차이로 앞서 나갔고, 전반전에는 18점 차이로 마쳤다. 나머지 경기 동안 인디애나는 격차를 한 자릿수로 줄이지 못했다. 타이리스 핼리버턴은 4쿼터 초반 페이서스에 불꽃을 지폈지만, 선더의 반격으로 인디애나는 첫 6분 동안 리드를 19점 미만으로 줄이지 못하다가 결국 패배를 인정했다.
셰이 길저스알렉산더는 파이널 데뷔전 38득점에 이어 34득점 (8어시스트 5리바운드)으로 선더의 모든 득점자 중 1위를 차지했으며, 두 경기 동안 총 72점을 기록했다. 그는 앨런 아이버슨 (2001년 71점)을 넘어 한 선수의 첫 두 파이널 경기에서 가장 많은 합산 득점을 기록했다. 길저스알렉산더는 정규 시즌과 플레이오프에서 총 3,000점을 기록한 12번째 선수가 되었다. 이는 또한 30득점 이상을 기록한 9번째 연속 홈 플레이오프 경기였으며, 이는 윌트 체임벌린이 이전에 세운 NBA 기록과 동률이다. 오클라호마시티의 나머지 선수 중 제일런 윌리엄스와 쳇 홈그렌은 1차전의 부진한 공격력에서 벗어나 각각 19득점과 15득점을 기록했다. 선더는 2019년 토론토 랩터스 이후 처음으로 파이널 경기에서 5명 이상의 선수가 15점 이상을 기록한 팀이 되었다. 핼리버턴은 17득점으로 페이서스를 이끌었고, 마일스 터너와 파스칼 시아캄은 각각 16득점과 15득점을 추가했다. 두 경기 연속으로 페이서스 선수 중 20득점을 넘는 선수는 없었으며, 이는 2013년 마이애미 히트 이후 처음으로 두 경기 연속으로 모든 선수가 20점 미만을 득점한 팀이 되었다.

### 3차전
| 6월 11일 오후 8:30 |

| 요약 |

| 오클라호마시티 선더 107, 인디애나 페이서스 116                                      |  |  |  |                                                                                   |
| 쿼터 별 점수: 32–24, 28–40, 29–20, 18–32                                            |  |  |  |                                                                                   |
| 득점: 제일런 윌리엄스 26 리바운드: 쳇 홈그렌 10 도움: 카루소, 길저스알렉산더 각각 4 |  |  |  | 득점: 베네딕트 마서린 27 리바운드: 타이리스 핼리버턴 9 도움: 타이리스 핼리버턴 11 |
| 인디애나 시리즈 2–1 리드                                                            |  |  |  |                                                                                   |

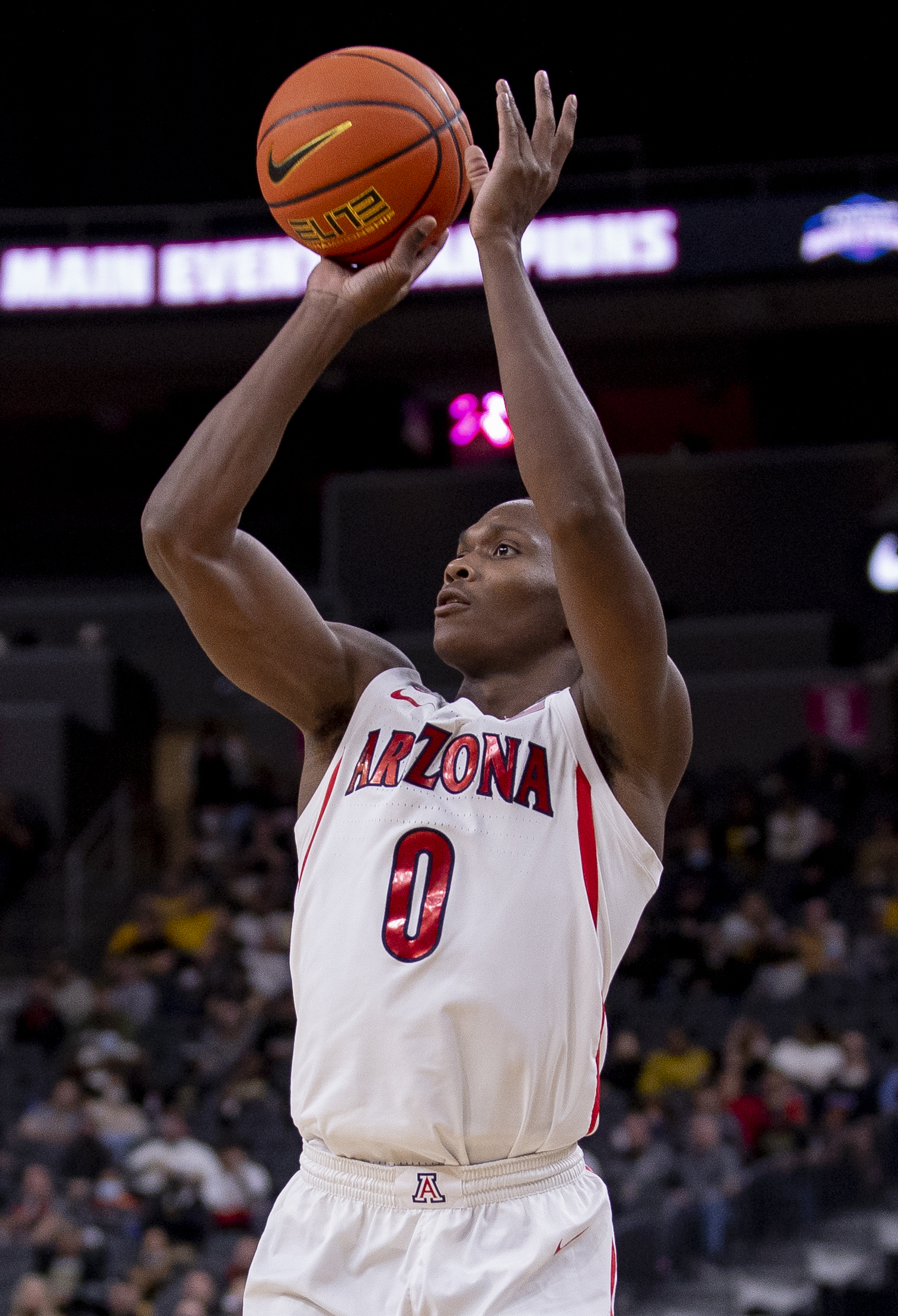
베네딕트 마서린은 벤치에서 나와 플레이오프 커리어 하이인 27점을 기록하며 페이서스에게 2–1 시리즈 리드를 안겼다.

어느 팀도 두 자릿수 리드를 가져가지 못한 치열한 경기에서 페이서스는 4쿼터에 역전을 거두며 시리즈 리드를 되찾았다. 선더는 홈그렌과 도트의 뜨거운 시작을 등에 업고 초반 9점 차이로 앞서 나갔으며, 두 선수는 1쿼터 팀 32점 중 22점을 합작했다. 그러나 인디애나의 벤치는 2쿼터에 분위기를 바꿨다. 베네딕트 마서린은 해당 쿼터에 14점을 기록했고, T. J. 맥코넬은 4개의 어시스트와 3개의 스틸로 팀에 활력을 불어넣었다. 경기는 접전으로 이어졌고, 3쿼터 마지막 1분 동안 선더가 6-0으로 런을 기록하여 4쿼터 진입 시 오클라호마시티는 5점 차이로 앞섰다. 그 후 페이서스가 경기를 지배했다. 인디애나는 마지막 쿼터에 21개의 야투 중 13개를 성공시켰고, 선더의 슈팅을 35%로 제한하며 5개의 턴오버를 유도했다. 98-98로 동점이었고 7분 미만을 남기고 타이리스 핼리버턴은 결정적인 14-6 런 동안 페이서스의 14점 중 10점을 득점하거나 어시스트하여 1분 9초를 남기고 8점 리드를 가져갔고, 이 리드를 놓치지 않았다.
마서린은 벤치에서 22분 동안 12개의 야투 중 9개를 성공하며 27득점을 기록했는데, 이는 제이슨 테리가 2011년에 27득점을 기록한 이후 NBA 파이널에서 교체 선수가 기록한 가장 많은 득점이었다. 마서린은 맥코넬(5스틸, 5어시스트)과 오비 토핀(6리바운드, 2블록)의 지원을 받아 인디애나가 벤치 득점에서 오클라호마시티를 49–18로 압도하는 데 기여했다. 핼리버턴은 22득점, 11어시스트, 9리바운드로 트리플-더블에 가까운 기록을 남겼고, 파스칼 시아캄은 21득점을 추가하며 페이서스는 처음 두 경기에서 20득점 이상을 기록한 선수가 없었던 반면, 이번 경기에서는 3명의 선수가 20득점 이상을 기록했다. 제일런 윌리엄스는 50%의 야투 성공률로 26득점을 기록하며 선더를 이끌었다. 셰이 길저스알렉산더는 24득점을 기록했지만 효율성에서 어려움을 겪었으며, 6개의 턴오버 대비 4개의 어시스트를 기록하며 포스트시즌에서 처음으로 어시스트-턴오버 비율이 마이너스를 기록했다. 홈그렌은 20득점을 추가했으며, 3점슛 6개 모두를 놓쳤지만 골밑에서는 9개 중 6개를 성공했다.
페이서스는 3월 15일 이후 패배한 후 10경기 연속 승리를 거두었다. 정규 시즌에 4쿼터에 앞선 상황에서 61승 2패를 기록했던 선더는 파이널에서 그러한 상황에서 1승 2패를 기록했다.

### 4차전
| 6월 13일 오후 8:30 |

| 요약 |

| 오클라호마시티 선더 111, 인디애나 페이서스 104                                        |  |  |  |                                                                              |
| 쿼터 별 점수: 34–35, 23–25, 23–27, 31–17                                              |  |  |  |                                                                              |
| 득점: 셰이 길저스알렉산더 35 리바운드: 쳇 홈그렌 15 도움: 윌리엄스, 하텐슈타인 각각 3 |  |  |  | 득점: 파스칼 시아캄 20 리바운드: 애런 네이스미스 9 도움: 타이리스 핼리버턴 7 |
| 시리즈 2–2 동점                                                                       |  |  |  |                                                                              |

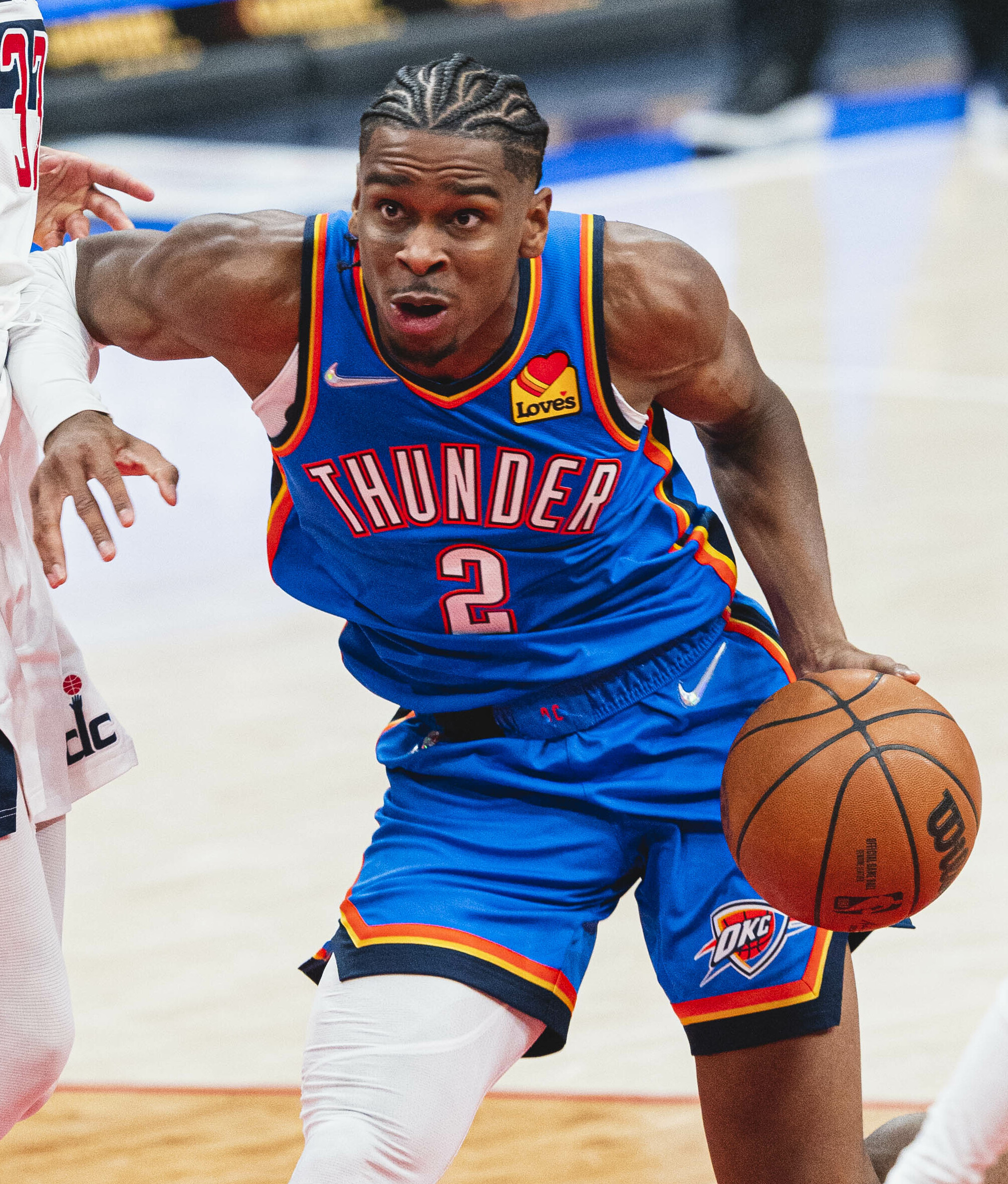
셰이 길저스알렉산더는 경기 종료 4분 38초를 남기고 8개의 자유투를 포함하여 35점 중 15점을 기록하며 시리즈를 2-2로 만드는 데 기여했다.

덴버 너기츠와의 2라운드 시리즈처럼 선더는 3-1 열세를 피하기 위해 중요한 4차전을 승리했다. 선더는 10점 차로 뒤진 상황에서 4쿼터에 역전을 거두었다. 이 승리로 선더는 시리즈를 2-2 동점으로 만들었다. 선더는 정규 시즌과 플레이오프에서 패배 후 18승 2패를 기록하며, 한 시즌에 패배 후 최고 승률에서 1986–87 레이커스와 동률을 이루었다.
셰이 길저스알렉산더는 오클라호마시티가 10점 차로 뒤진 후반을 역전하는 데 기여하며, 경기 종료 4분 38초를 남기고 35점 중 15점을 득점했다. 제일런 윌리엄스는 27점을 추가했고, 알렉스 카루소는 20점, 쳇 홈그렌은 14점과 15리바운드를 기록했다. 4쿼터 막판에 홈그렌의 수비는 타이리스 핼리버턴을 상대로 결정적인 역할을 했다. 선더는 시즌 최저 기록인 3점슛 3개와 길저스알렉산더의 시즌 첫 어시스트 없이 승리했다.
3쿼터 후반까지 10점 차이로 앞섰던 페이서스는 격차를 벌리지 못했다. 파스칼 시아캄은 인디애나를 위해 20점을 득점했지만, 4쿼터에는 단 한 번의 슛만 던졌다. 핼리버턴은 18점과 7어시스트를 기록했고, 오비 토핀은 벤치에서 나와 17점을 기록하며 뛰어난 활약을 이어갔다. 페이서스는 경기 막판에 기회를 잡았지만, 베네딕트 마서린은 자유투 4개 중 3개를 놓쳤고 마지막 23.1초 동안 2개의 불필요한 파울을 범했다. 핼리버턴은 자유투 시도 없이 3경기 동안 가장 많은 득점 (53점)을 기록하며 파이널 역사상 신기록을 세웠는데, 이는 코비 브라이언트가 2000년 NBA 파이널에서 세운 기록을 넘어선 것이다.

### 5차전
| 6월 16일 오후 8:30 (오후 7:30 CDT) |

| 요약 |

| 인디애나 페이서스 109, 오클라호마시티 선더 120                               |  |  |  |                                                                              |
| 쿼터 별 점수: 22–32, 23–27, 34–28, 30–33                                     |  |  |  |                                                                              |
| 득점: 파스칼 시아캄 28 리바운드: 베네딕트 마서린 8 도움: 타이리스 핼리버턴 6 |  |  |  | 득점: 제일런 윌리엄스 40 리바운드: 쳇 홈그렌 11 도움: 셰이 길저스알렉산더 10 |
| 오클라호마시티 시리즈 3–2 리드                                               |  |  |  |                                                                              |

오클라호마시티는 인디애나의 4쿼터 역전 시도를 막고 3-2 리드를 가져갔다. 제일런 윌리엄스는 플레이오프 커리어 하이인 40점을 기록했고, 셰이 길저스알렉산더는 선더의 120-109 승리에서 31점을 추가했다. 이는 선더의 스타 듀오가 한 경기에서 70점 이상을 합작한 10번째 경기였다. 윌리엄스는 야투 24개 중 14개를 성공시켰고, 길저스알렉산더는 4차전에서 어시스트가 없었던 후 10개의 어시스트를 추가했다. ESPN 리서치에 따르면, 이 두 선수는 지난 50년 동안 NBA 파이널 경기에서 득점 또는 어시스트로 합계 103점을 기록하며 듀오 최고 기록을 세웠다. 현재까지 이 파이널에서 길저스알렉산더와 윌리엄스는 합계 291점을 기록했는데, 이는 1977년 NBA-ABA 통합 이후 NBA 파이널 첫 5경기에서 듀오 최고 기록 중 4번째이다. 벤치에서 애런 위긴스는 14점을 추가했고, 4차전에서 아이제아 하텐슈타인에게 벤치로 밀렸던 케이슨 월리스는 4개의 스틸과 11점을 기록했다. 알렉스 카루소도 오클라호마시티 수비에서 4개의 스틸을 기록하며 페이서스의 22개 턴오버를 유도했다. 4차전에서 3점슛 성공률이 낮았던 윌리엄스(5개 중 3개), 루겐츠 도트(6개 중 3개), 위긴스(7개 중 4개), 월리스(4개 중 3개)는 오클라호마시티의 3점슛을 이끌었으며, 팀 전체적으로 43.8%의 3점슛 성공률을 기록했다.
오클라호마시티에서 치른 이전 두 경기와 마찬가지로 페이서스는 좋지 않은 출발을 보였다. 타이리스 핼리버턴은 1쿼터에서 오른쪽 종아리 근육에 무리가 왔고, 나머지 경기 동안 야투를 하나도 넣지 못하고 4점만 득점하며 제 컨디션을 찾지 못했다. 2쿼터 후반에 18점 차이까지 뒤졌던 페이서스는 3쿼터 후반에 5점 차이까지 추격했다. 핼리버턴이 부상으로 고통받는 동안, 백업 포인트 가드 T.J. 맥코넬이 추격을 이끌었고, 7분도 채 안 되는 시간 동안 13점을 기록했다. 페이서스는 그 기세를 4쿼터까지 이어갔고, 파스칼 시아캄이 9분 19초를 남기고 자유투 2개를 성공시켜 인디애나를 4점 차이까지 좁혔고, 1분 후 3점슛을 성공시켜 95-93으로 점수 차를 줄였다. 그러나 이것이 인디애나가 가장 가까이 접근한 순간이었으며, 오클라호마시티는 압박을 강화하여 다음 5분 동안 인디애나를 21-8로 앞섰다. 시아캄은 15개의 야투 중 9개를 성공시키며 28점을 기록했고, 맥코넬은 총 18점을 기록했다. 이것은 이번 포스트시즌에서 페이서스가 플레이오프 시리즈에서 뒤처진 첫 번째 경우이다.

### 6차전
| 6월 19일 오후 8:30 |

| 요약 |

| 오클라호마시티 선더 91, 인디애나 페이서스 108                          |  |  |  |                                                                    |
| 쿼터 별 점수: 25–28, 17–36, 18–26, 31–18                               |  |  |  |                                                                    |
| 득점: 셰이 길저스알렉산더 21 리바운드: 쳇 홈그렌 6 도움: 아제이 미첼 4 |  |  |  | 득점: 오비 토핀 20 리바운드: 파스칼 시아캄 13 도움: T. J. 맥코넬 6 |
| 시리즈 3–3 동점                                                        |  |  |  |                                                                    |

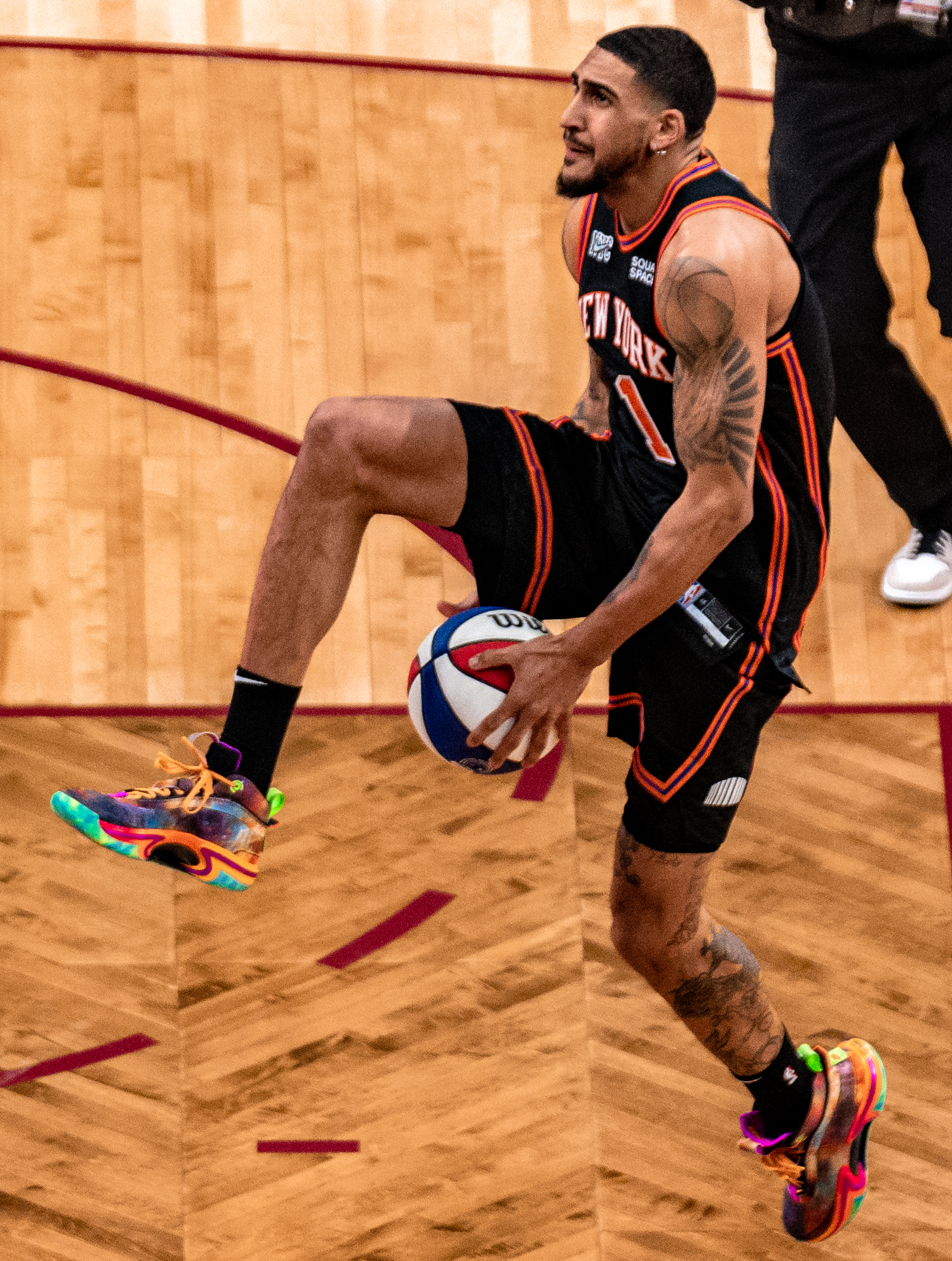
6명의 페이서스 선수가 두 자릿수 득점을 기록했으며, 오비 토핀은 20점으로 팀을 이끌었다.

인디애나 페이서스의 균형 잡힌 공수 노력은 시리즈를 연장시키고 2016년 이후 처음으로 NBA 파이널에서 7차전을 강제하게 만들었다. 선더는 5차전에서 보여주었던 기세를 이어받아 경기 초반 10-2 런을 기록했다. 페이서스는 앤드류 넴하드와 오비 토핀이 24점 중 16점을 기록하고 인디애나의 수비가 4개의 턴오버를 유도하며 24-7 런으로 빠르게 반격했다. 1쿼터는 페이서스가 28-25로 앞서며 끝났는데, 이는 선더의 시리즈 1쿼터 최저 득점이었다. 2쿼터 5분 22초를 남기고 애런 네이스미스의 3점슛 이후 인디애나는 45-33으로 파이널에서 가장 큰 리드를 기록했다. 페이서스는 34-33에서 5분 13초 동안 17-2 런을 기록하여 51-35까지 격차를 벌렸다. 쿼터는 파스칼 시아캄의 알렉스 카루소 위로 던진 미들레인지 버저비터로 끝났는데, 40초 전 시아캄은 타이리스 핼리버턴의 노룩 패스를 받아 제일런 윌리엄스에게 포스터 덩크를 성공시켰었다. 전반전은 인디애나가 64-42로 압도적인 리드를 잡고 끝났다. 오클라호마시티의 경우 윌리엄스와 셰이 길저스알렉산더가 선더의 42점 중 31점을 기록했다.
오클라호마시티는 3쿼터 초반 페이서스가 첫 7개의 슛을 놓치면서 경기에 다시 참여할 기회를 얻었다. 그러나 선더 또한 쿼터를 차갑게 시작하여 첫 7개의 슛을 놓쳤고, 첫 3분 53초 동안 득점이 없었다. 인디애나는 3쿼터를 2쿼터와 같은 방식으로 마쳤는데, 이번에는 벤 셰퍼드의 버저비터로 90-60이 되었다. 큰 리드를 잡은 페이서스는 후반전 대부분 동안 핼리버턴의 종아리 부상을 쉬게 할 수 있었다. 오비 토핀은 벤치에서 20득점을 기록하며 페이서스의 득점을 이끌었다. 5명의 다른 페이서스 선수들도 두 자릿수 득점을 기록했다. 팀 전체적으로 그들은 21개의 턴오버를 유도했으며, 리그 MVP인 길저스알렉산더의 커리어 하이인 8개를 포함했다. 오클라호마시티는 3점슛 성공률이 26.7%에 불과했으며, 제일런 윌리엄스는 -40으로 NBA 파이널 역사상 단일 경기 최악의 +/-를 기록했다.

### 7차전
| 6월 22일 오후 8:00 (오후 7:00 CDT) |

| 요약 |

| 인디애나 페이서스 91, 오클라호마시티 선더 103                               |  |  |  |                                                                                           |
| 쿼터 별 점수: 22–25, 26–22, 20–34, 23–22                                    |  |  |  |                                                                                           |
| 득점: 베네딕트 마서린 24 리바운드: 베네딕트 마서린 13 도움: 앤드류 넴하드 6 |  |  |  | 득점: 셰이 길저스알렉산더 29 리바운드: 아이제아 하텐슈타인 9 도움: 셰이 길저스알렉산더 12 |
| 오클라호마시티 NBA 파이널 4–3 승리                                          |  |  |  |                                                                                           |

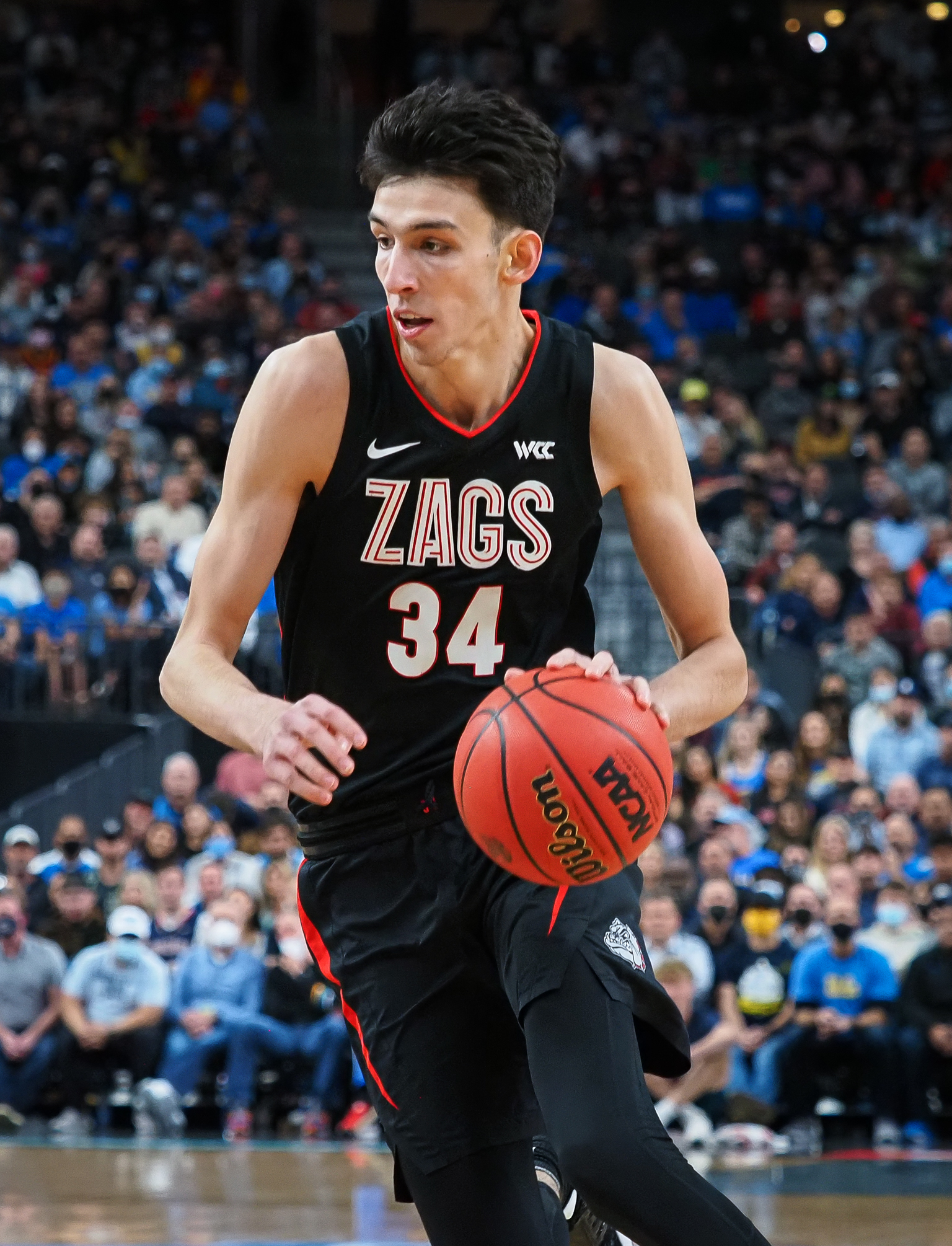
쳇 홈그렌은 NBA 파이널 7차전에서 가장 많은 블록슛 (5개)을 기록하는 신기록을 세웠다.

이것은 NBA 파이널 역사상 20번째 7차전이었다. 이것은 페이서스 프랜차이즈 역사상 첫 NBA 파이널 7차전이었으며, 선더는 시애틀 슈퍼소닉스로 알려졌을 때 1978 NBA 파이널에서 워싱턴 불렛츠에게 홈에서 7차전을 패배했었다.
1쿼터 5분을 남기고, 이미 오른쪽 종아리 근육에 무리가 있던 타이리스 핼리버턴은 비접촉 돌파 중 오른쪽 다리 아래쪽에 부상을 입었다. 페이서스 팀 전체가 벤치를 떠나 핼리버턴 주위에 모였고, 그는 일어나 코트를 떠나는 데 도움을 받았다. 그는 몇 분 후 경기에서 제외되었다. 다음 날 오른쪽 아킬레스건 파열로 판명된 부상 전까지 핼리버턴은 3점슛 4개 중 3개를 성공시켰었다. 페이서스에 대한 큰 타격에도 불구하고, 그들은 전반전에 48-47로 앞섰다.
3쿼터는 오클라호마시티가 인디애나를 상대로 리드를 벌리는 모습을 보였다. 전반전에 고전했던 쳇 홈그렌과 제일런 윌리엄스는 쿼터에서 합계 16점을 기록했다. 인디애나의 3쿼터 유일한 활약은 T.J. 맥코넬이었는데, 그는 페이서스의 마지막 12점을 득점했다. 그러나 그들은 쿼터 종료 시 81-68로 13점 뒤졌다. 인디애나의 부진한 플레이는 4쿼터까지 이어졌고, 파스칼 시아캄이 7분 29초를 남기고 미들레인지 점프슛을 성공시키기 전까지 득점을 올리지 못했다. 페이서스는 쿼터에서 오클라호마시티의 리드를 12점 차이까지 줄일 수 있었지만, 그것이 가장 가까운 추격이었다. 선더의 세 핵심 선수 (셰이 길저스알렉산더, 윌리엄스, 홈그렌)는 오클라호마시티를 103-91의 7차전 승리로 이끌었다. 길저스알렉산더는 29득점 12어시스트, 홈그렌은 18득점 8리바운드 5블록, 윌리엄스는 20득점을 기록했다.
길저스알렉산더는 파이널 MVP로 선정되었다. 그는 르브론 제임스가 2013년에 기록한 이후 같은 시즌에 정규 시즌 MVP와 파이널 MVP를 모두 수상한 첫 번째 선수였다. 그는 또한 리그 득점왕과 정규 시즌 및 파이널 MVP를 한 시즌에 모두 수상한 네 번째 선수가 되었으며, 2000년 샤킬 오닐 이후 처음이었다.
이것은 오클라호마 주가 주요 프로 스포츠에서 처음으로 우승한 것이다. 선더는 또한 1977년 포틀랜드 트레일블레이저스에 이어 NBA 챔피언십에서 우승한 두 번째로 어린 팀이었다.

## 미디어 보도
파이널은 미국에서 ABC (오클라호마시티의 KOCO-TV와 인디애나폴리스의 WRTV 등 지역 계열사 포함)를 통해 23년 연속으로 중계되었다. 해설자 리처드 제퍼슨이 플레이 바이 플레이 아나운서 마이크 브린, 공동 해설자 도리스 버크, 그리고 사이드라인 리포터 리사 솔터스와 함께 J. J. 레딕이 로스앤젤레스 레이커스의 헤드 코치로 떠난 후 합류했다. 브린은 TV에서 자신의 기록을 경신하는 20번째 NBA 파이널 시리즈를 중계했다. 솔터스는 어머니의 건강 문제로 2, 3, 4차전에 불참했는데, 이는 브린이 2차전 중 공개했다. ESPN 라디오 리포터 호르헤 세다노가 TV 중계에서 그녀를 대신했고, 리포터 바네사 리처드슨이 세다노를 대신하여 2, 3, 4차전 라디오 중계를 맡았으며, 솔터스는 5차전에 복귀했다.
시리즈는 ESPN 라디오를 통해 플레이 바이 플레이 아나운서 마크 케스테처, 해설자 P. J. 칼레시모, 그리고 세다노가 중계했다.
NBA와 ABC는 미디어 보도에서 NBA 파이널의 "화려함"과 중요성에 대한 강조가 부족하다는 비판을 시청자와 스포츠 기자들로부터 받았다. 여기에는 ABC 중계에서 선수 소개 (2013년 이후 하지 않음)나 국가 제창을 보여주지 않고, 코트에 NBA 파이널 로고나 래리 오브라이언 챔피언십 트로피와 같은 브랜드 표시가 부족한 점 (NBA가 선수 안전 문제로 2014년 이후 데칼 사용을 중단한 이후)이 포함되었다. 특히 NBA 컵 (각 팀에 전용 코트 디자인이 사용됨)과 대조적이었다. 스포츠 미디어 웹사이트 Awful Announcing은 이러한 이유 등으로 ABC의 중계를 "소리가 없는" 것으로까지 비판했다. 이러한 비판에 대한 명백한 반응으로 ESPN은 2차전부터 가상 삽입을 통해 코트에 트로피와 NBA 파이널 로고 이미지를 표시하기 시작했으며 (이는 저품질 땜빵이라는 비판을 받았다), 5차전에서는 선수 소개를 방송할 것이라고 발표했다.

### 시청률
1차전은 1988년 이후 세 번째로 시청률이 낮은 NBA 파이널 1차전이었다. 코로나19 범유행으로 연기되었던 2020년과 2021년 파이널만이 더 낮은 시청률을 기록했다. NBA 총재 애덤 실버는 3차전 전 시청률을 옹호하며 "사람들은 우리를 20년 전과 비교하지만, 1차전과 2차전은 현재까지 5월과 6월 TV에서 가장 높은 시청률을 기록한 프로그램"이라고 말했다. 7차전은 평균 1,635만 명의 시청자를 기록했으며 최대 1,928만 명을 기록하여 2019 NBA 파이널 6차전 이후 가장 많이 시청된 NBA 경기였다. 강렬한 마무리에도 불구하고 시리즈 전체 평균은 1,027만 명에 불과하여 2021년 이후 가장 시청률이 낮은 파이널이 되었으며, 코로나19로 연기되었던 2020년과 2021년을 제외하면 2007년 이후 최저 평균 시청률이었다.
| 경기 | 시청률 (미국 가구) | 미국 시청자 (백만 명) | 출처    |
| ---- | ------------------ | --------------------- | ------- |
| 1    | 4.7                | 8.91                  | [ 129 ] |
| 2    | 4.5                | 8.76                  | [ 130 ] |
| 3    | 4.8                | 9.19                  | [ 131 ] |
| 4    | 4.6                | 9.41                  | [ 132 ] |
| 5    | 4.9                | 9.54                  | [ 133 ] |
| 6    | 4.8                | 9.28                  | [ 134 ] |
| 7    | 9.3                | 16.35                 | [ 135 ] |
| 평균 | 5.4                | 10.27                 | [ 136 ] |

## 참고
1. ↑  시애틀 슈퍼소닉스는 1979년 NBA 챔피언십에서 우승했으며, 이후 2008년 오클라호마시티로 이전했다. 그러나 오클라호마시티는 2025년 이전까지는 그 도시에서 NBA 챔피언십에서 우승한 팀이 없었다.[6]
2. ↑  다른 선수들은 마이클 조던 (4회)과 카림 압둘 자바 (1971년)였다.